# Villafranca (ort i Spanien, Baskien)
Villafranca är en ort i Spanien.   Den ligger i provinsen Araba / Álava och regionen Baskien, i den norra delen av landet, 280 km norr om huvudstaden Madrid. Villafranca ligger 548 meter över havet och antalet invånare är 184.
Terrängen runt Villafranca är platt norrut, men söderut är den kuperad. Runt Villafranca är det mycket glesbefolkat, med 4 invånare per kvadratkilometer. Närmaste större samhälle är Vitoria, 8,5 km väster om Villafranca. Omgivningarna runt Villafranca är en mosaik av jordbruksmark och naturlig växtlighet.